# Sam Fell
Samuel "Sam" Fell (Ilha de Sheppey, 22 de novembro de 1965) é um cineasta, roteirista, dublador e animador britânico. Como reconhecimento, foi nomeado ao Oscar 2013 na categoria de Melhor Filme de Animação por ParaNorman.